# موسى برهومة
موسى برهومة (16 فبراير 1966)  هو صحفي، وكاتب، وأكاديمي أردني عمل لأكثر من 30 عاماً في مجال الصحافة. حيث بدأ عمله كصحفي منذ 1985، ثمَّ أصبح محرراً، وصولاً إلى سكرتير تحرير وبعدها مدير تحرير تنفيذي، حتّى وصل إلى رئاسة تحرير صحيفة الغد الأردنية في 2008. عمل في الصحافة الأردنية والدولية، وترأس أيضاً عدداً من المجلات والصحف الإلكترونية.
يعيشُ برهومة في الإمارات، ويعملُ محاضراً في الصحافة والإعلام في الجامعة الأمريكية بدبي.

## حياته الاكاديمية
حاز برهومة على البكالوريوس في الأدب العربيّ (1988) من الجامعة الأردنية في عمّان. وكان أول طالب أردني يحصلُ على درجة الدكتوراه في الفلسفة من الجامعة نفسها في تأويل النص الديني (2010). حيث قدّم أطروحةً بعنوان (التأويل عند نصر حامد أبو زيد) إلى لجنةِ مناقشةٍ ترأسها الباحث والمفكّر، د. أحمد ماضي، والمفكّر والمؤرخ، د. علي محافظة، المفكّر، د. فهمي جدعان، والمفكّر، د. أحمد برقاوي.
وتعد هذه الأطروحة امتداداً لأطروحة الماجستير للفلسفة، بعنوان (حسين مروة مفكراً)، في سياقِ بحث برهومة في الفكر العربيّ المعاصر (1997).

## حياته المهنية
في الوقت الحالي، يُدرّس برهومة، الصحافة والإعلام في الجامعة الأمريكية بدبي. وكتب مقالات عديدة عن مواضيع مختلفة، اجتماعية، ودينية، وسياسية، وثقافية، فيما يخصُ المجتمع العربيّ والقضايا العربيّة، في صحف ومجلات تضمنت صحيفة البيان  و(رصيف22)  والحياة اللندنية، ووكالة عمّون الأردنية، بالإضافةِ إلى صحيفة حفريات الإلكترونية. وهو أيضاً عضو في حلقة الفجيرة الفلسفية في الإمارات، في إطار نشاط بيت الفلسفة الذي يقعُ في إمارة الفجيرة، وهي مبادرة يجتمعُ فيها الأعضاء دورياً بهدفِ صناعة خطابٍ فلسفي عربيّ 
ودعا برهومة لتعليمِ الفلسفةِ وتشجيعِ الطلبةِ على التفكيرِ الناقدِ في المؤتمرِ الدولي الأول للفلسفة في 2021، الذي افتتحه سمو الشيخ محمد بن حمد بن محمد الشرقي، ولي عهد إمارة الفجيرة. حيث قدّم برهومة بحثاً عن تدريس الفلسفة في المدارس والجامعات، في محاضرة خلال جلسةٍ المعنونة ب(الفلسفة والتعليم). كما شارك في النسخة الثانية من المؤتمر في 2022 حيث أدار جلسةً تدور حول (ورشة الشباب والأخلاق الراهن) المتعلّقة بالأخلاق، والخير والشر، وأخلاقيات التواصل.
وعلى وجه العموم، عمل برهومة كباحثٍ في مؤسسة مؤمنون بلا حدود للدراسات الفكريّة والدينية. وعمل أيضاً مراسلاً في الشؤون السياسية، والثقافية، والقضايا الاجتماعية في عددٍ من الصحفِ والمجلات. كما رأس مجلة (ألباب) الفكريّة الفصليّة المتخصصة بالدين والسياسة والأخلاق ، بالإضافةِ إلى صحيفة (في المرصاد) الإلكترونية في الأردن، و(ذوات) الإلكترونية في المغرب. وشارك في ندوات حيث قدّم ورقة نقاشية حول (سيناريوهات ما بعد داعش)، انعقدت في عمّان ب2017، بمشاركة الباحثين حسين أبو هنية، وعلي الرجّال، وبإدارة سعود الشرفات.
إلى ذلك، قدّم برهومة دورات إعلامية في الدار البيضاء، والرباط، ودبي، والشارقة، وشرم الشيخ. وقدّم دورة متلفزة في أكاديمية كُن. كما درّب برلمانيين أردنيين على كيفية التواصل الإعلامي مع الجمهور والقواعد الشعبية، بتنسيقٍ من معهد الإعلام الأردني. وخلال مسيرته في الأردن، ألقى برهومة محاضرات إعلامية متعددة تتضمنُ جلسةً في مؤسسة عبد الحميد شومان بعنوان (الإعلام في الأردن: رؤية إصلاحية) في 2012 وبإدارة الأكاديمي والكاتب، عصام الموسى، حيث ناقش برهومة مشكلات تواجه إعلاميين في الأردن، والتشريعات الإعلامية، وفيما يتعلّق بالإعلام الرسمي والمملوك من الحكومة. وتحدّث في جلسةٍ أخرى عن (إصلاح الإعلام الأردني)، والتي كانت بإدارة الصحفي، إبراهيم أبو زينة، وعُقدت في غرفة تجارة الزرقاء في 2011.
وخلال مسيرته الصحفية، أجرى برهومة حوارات عدّة عن مواضيع مختلفة كالدين، والسياسة، والأدب، والقضايا العصرية، حيث أجرى حواراً مع المفكّر العراقي، عبدالجبّار الرفاعي، عن جماعات الإسلام السياسي، في 2019، وأجرى حواراً مع المفكّر، فهمي جدعان، والمفكّر، أحمد برقاوي،. وأجرى حواراً مع الشاعرين الراحلين، سميح القاسم ومحمود درويش، والشاعر والروائي، إبراهيم نصرالله، عن مسيرته الروائية والشعرية، بالإضافةِ إلى حوارات أخرى مع الشاعر العراقي، عبد الزهرة زكي فيما يتعلّق بقضايا العراق. وأُستضيف في حوارات عدّة عن مواضيع شبيهة، مع منصات إعلامية مختلفة كفرانس 24 عربية، قناة بي بي سي عربيّة،  وسكاي نيوز عربية.
وقبل عمله في الجامعة الأمريكية بدبي منذ 2015، كان برهومة أستاذاً مساعداً في جامعة فيلادلفيا في تخصص الإعلام، والفكر، والحضارة من 2010 إلى 2012. وفي 2020، قررت الجامعة الأمريكية بدبي ترفيعه إلى درجة أستاذ دكتور (Full Professor)، تقديراً له على أبحاثه، وكتبه، ومساهماته الأكاديمية.

### منشوراته
يملكُ برهومة عدداً من المنشورات، منها كتاب نثري، وكتابان في الفكر العربيّ المعاصر، وكتاب عن مهارات الكتابة الإعلامية، بالإضافةِ إلى روايتين. تتضمنُ منشوراته نصوصاً نثرية (هذا كتابي)، الصادرة عن المؤسسة العربيّة للدراسات والنشر في بيروت، وخصص برهومة الكتاب لمعاينة الحبّ في تقلباته وعصفه بالأشواق. كما أنّ لديه كتاب (التراث العربيّ والعقل المادي: دراسات في فكر حسين مروة) بالطبعتين، إحداهما صادرة عن المؤسسة العربيّة للدراسات والنشر، والأخرى صادرة عن دار التنوير في بيروت (2004). وكانت شخصية حسين مروة قد أثارت اهتمام برهومة حيث قال إنّ مروة كان عضواً في الحزب الشيوعي اللبناني، واعتبر أنّه قدّم مساهمة مهمة جداً في الفكر والتراث العربيّ الإسلامي. وكتب برهومة أيضاً (الناطقون بلسان السماء) الصادرة عن المركز الثقافي العربيّ في بيروت والدار البيضاء ضمن منشورات مؤمنون بلا حدود، ويُناقش الكتاب أعمال المفكّر المصري، نصر حامد أبو زيد من خلال "أطروحة الذين يزعمون النطق بلسان السماء، واحتكار اليقين الديني من خلال تطبيقات منهج التأويل على النصوص الدينية".
إلى ذلك، كتب روايتين، الأولى (حتّى مطلع الشغف)، عن المركز الثقافي للكتاب في بيروت والدار البيضاء حيث عُقد حفل توقيعها في كلٍّ من معرض عمّان للكتاب ومعرض الشارقة الدولي للكتاب ب2017. وصدرت الطبعة الثانية من (حتّى مطلع الشغف) حديثاً في مارس 2023، ضمن منشورات المؤسسة العربيّة للدراسات والنشر في بيروت. وروايته الجديدة (ضِحكت تاني)، مبنيةٌ على تجربة برهومة الشخصية مع أزمةٍ مرضيةٍ واجهها في 2018، حيث عُقد حفل توقيعها في معرض الشارقة الدولي للكتاب في تشرين الثاني (نوفمبر) 2022. وبالنسبةِ لعنوان الرواية، أشار برهومة إلى أنّه مقتبس من أغنية الفنان، عبد الحليم حافظ، (فاتت جنبنا). وقال: "الدنيا ضحكت تاني للرجل الذي كنت فابتسمت له الحياة بعد أن عبست بوجهه طوال فترة طويلة".

### قالوا عنه
في الحديث عن روايات برهومة، امتدح نقّاد، فيما يخصُ (حتّى مطلع الشغف) و(ضِحكت تاني)، الخوض العميق لحقول الشعر والفلسفة، وبلاغة التصوير، والتعمّق في المجاهلِ النفسيةِ الذي يعزز لشفافية تعبيرها الوجودي. فيما قال الناقد، د. محمد عبدالقادر، أيضاً، إنّ (حتّى مطلع الشغف)، على الرغم من أنّها كانت الرواية الأولى لكاتبٍ وصحفي وباحثٍ متفاعل مع قضايا العصر، إلّا أنّها أثارت دهشته وإعجابه.
وكتب الشاعر، المثنى الشيخ عطية، في صحيفة (القدس العربي)، أنّ لغة رواية (حتّى مطلع الشغف)، برصانتها، دمجت ما بين النثر، والشعر، والسرد، وتميّزت بلياقتها في التعبير والإقناع، فيما تصبُّ الرواية مفاهيمها على لسان السارد أو بحوار الشخصيات. وقال المفكّر اللبناني، د. مشير باسيل عون، عن (ضِحكت تاني) إنّ الفلسفة "تُنقذُ السرديّات من الفتن العابرة، وتغوص بها إلى معاني الإختبار الوجودي في أشدَ ارباكاته استنهاضاً للعقل المستنفَر".
وكتب عن الرواية أيضاً أستاذ الفلسفة المصري المفكر د. حسن حماد " بأنها "تتّكئ، بشكل أساسيّ، على أزمة الوجود الإنسانيّ المهدّد، دومًا، بالتلاشي والموت والعدم. ورغم شبح الموت الذي يطلّ برأسه في كل لحظة على مسرح الأحداث، إلا أنّ البطل يرفض الاستسلام، ويظل متحصّنًا بالشِعر والموسيقى والجنون وطيش المراهقة في مواجهة الموت، ويبقى متشبّثًا بالحياة القصيرة، الهادرة، العابرة، الغادرة، ويواصل مسيرته دون توقّف".
وجرى استضافة برهومة في إذاعة مونتي كارلو مع الإعلامية غابي لطيف، للحديث عن رواية "ضحكت تاني" وتجربة الارتطام بالموت.

## مسيرته الصحفية
يهتمُ برهومة بالقضايا الصحفيّة وخصوصاً العربيّة، وما يتعلّقُ بالمصداقية والإنصاف وأخلاقيات الإعلام في زمن الفبركة. فعندما كان يترأس صحيفة الغد الأردنية، سعى إلى انتقاد المواقع الإلكترونية الأردنية التي وصفها على أنّها تصنعُ الأكاذيب لكسب الإعلانات. وشدد في مقابلات على ضرورة إعادة الاعتبار لأخلاقيات الإعلام في زمن الفبركة، ودعا إلى تفعيل ما يسميه ب(ثقافة الشك) في أي خبر.
وكونه درس الفلسفة وعمل في المجال الصحفي في آن، يعتبرُ برهومة أنّ الفلسفة قد أكسبته بعداً تحليلياً في مقاربة الأخبار والتوثّق من المعلومات. ووجد أنّ الفلسفة جعلت الموثوقية والمصداقية معيارين أساسيين لديه للعمل والكتابة والتحرير، كون أنّ الفلسفة تحاكي وتسائل، ولا تقبل بالحلول السريعة والنهائية. وفي هذا السياق، يتطلعُ كتابه للمهارات الكتابة الإعلامية (البحث عن المتاعب)، والذي صُدر عن دار الأهلية للنشر والتوزيع (2019)، إلى سدِ فراغٍ في الثقافة الإعلامية العربيّة، وأن يكون مرجعاً لطلبة الصحافة والإعلام ومحبيّ المهنة.
إلى ذلك، يهتمُ برهومة بقضايا الإسلام السياسي أو الدينية عموماً، وما يتعلّقُ بالتطرف الفكري والتشدد الديني. شارك في عددٍ من البرامج متعلقة بالدين والسياسة. وعلى وجه العموم، هو فردٌ فعّالٌ على مواقع التواصل الاجتماعي وخصوصاً الفيسبوك والإنستغرام، فيما يتعلّق بمنشوراته الشخصية وحديثه عن مواضيع مختلفة يرى أنّها تهمُ المجتمع، وترتبطُ بالقضايا العصريّة، وفيما يتعلّق بالفن والأفلام العربيّة. ويؤكدُ دائماً أنّ هدف منشوراته هو التنوير، وإضاء شمعة الأمل في غابة اليأس.

### جمعيات[43]
- حلقة الفجيرة الفلسفية – دولة الإمارات العربيّة المتحدّة
- نقابة الصحفيين الأردنيين
- رابطة الكتّاب الأردنيين
- لجنة تحكيم جائزة الإعلام العربيّ – نادي دبي للصحافة

## اقتباسات
"يتساءل وائل: ما الذي يضير لو فكّر الواحد منّا بكسر روتين يومه، والتمرّد على حال الرتابة الذي يجعله كائناً آليّاً، أو ماكينة خرساء تعمل بلا توقّف؟ إنّ رحلة أو سهرة أو سفرة مع العائلة والأصدقاء كفيلة بمنح الروح دفقة أمل تزوّد الكائن بطاقة، ولو بسيطة، للنظر إلى العالم بعينين تشع حبوراً وكما تفعلُ فينا أغنية فعل زلزال، فتهيّج الذكريات، وتهزّ أوتار القلب، وتجعلُ الدم يتدفقُ في العروق، هكذا ينبغي أن نقترب من الحياة في شقها المرصّع بالأمل، أو في نصف كوبها المليء بالتفاؤل، لا النّصف الذي يجأر في أروقته الفراغُ والنكد"
- موسى برهومة (ضِحكت تاني) 
"إذا انطفأ الشغف، فقل للحياة وداعاً"
- موسى برهومة (حتّى مطلع الشغف) 
"الإعلام بلا أخلاقيات هو عمل فارغ المحتوى، وفاقد المصداقية، وليس أكثر من صرخة عمياء في وادٍ غير ذي زرع"
- موسى برهومة 

## أنظر أيضًا
- محمد ناجي عمايرة
- فايز محمود
- محمد برهومة
- أحمد برقاوي
- فهمي جدعان
- عبد الجبّار الرفاعي